# Sakado
Sakado (坂戸市, Sakado-shi) est une ville située dans la préfecture de Saitama, au Japon.

## Géographie

### Situation
Sakado est située dans le centre de la préfecture de Saitama.

### Démographie
En janvier 2020, la population de Sakado s'élevait à 101 003 habitants répartis sur une superficie de 41,02 km2.

## Histoire
La ville moderne de Sakado a été fondée le 1er septembre 1976. 

## Transports
Sakado est desservie par la lignes Tōjō et Ogose de la compagnie Tōbu. La gare de Sakado est la principale de la ville.

## Jumelage
- Dothan (États-Unis) depuis 1988

## Personnalité liée à la ville
- Miho Kanno (née en 1977), actrice